# Francisco Fulgosio y Villavicencio
Francisco Javier Fulgosio y Villavicencio (Ferrol, comarca de Ferrol; 12 d'agost de 1799 - Burgos; 21 de setembre de 1848) va ser un militar espanyol, germà d'altres militars, com el tinent coronel Dámaso Fulgosio i el coronel José Fulgosio, i pare de l'escriptor Fernando Fulgosio.
Fill del militar Francisco Fulgosio i de María del Carmen Villavicencio. En 1808 era patge del Rei i va ingressar a l'exèrcit el 1816, quan el van nomenar capità d'Infanteria i segon tinent de la Guàrdia valona sense antiguitat. Durant el cop d'estat de Ferran VII d'Espanya (7 de juliol de 1822) era tinent coronel d'Infanteria i estava a Cadis, però en arribar a Madrid el seu regiment ja havia capitulat; va obtenir el grau de coronel i va ser llicenciat. Va emigrar a França; Carlos O'Donnell y Joris el va nomenar capità de la sisena companyia del batalló de granaders i amb ell va entrar a Espanya amb els Cent Mil Fills de Sant Lluís el 1823 fins a Andalusia; li van reconèixer el grau de tinent de granaders el 14 de maig de 1824, i el de capità el 14 desembre i li van donar la Creu de primera classe de Sant Ferran el 28 de gener de 1830; va ser nomenat segon comandant de la Guàrdia Reial el 13 de març de 1830.
En 1833 (28 de gener) va ser llicenciat i enviat a Conca, d'on es va escapolir juntament amb Juan Romagosa; va anar a Algesires i a Portugal i es va incorporar a les files carlistes el 10 d'octubre de 1833. Al maig de 1836 va demanar el grau de brigadier adduint que va aconseguir que a Etxarri Aranatz (1834) desertessin més de cent homes del 1r de la Guàrdia d'Infanteria a les files de don Carlos; sota el comandament de Gómez va derrotar al general cristí Narciso López a Malillas (Guadalajara).
Ja amb el grau de brigadier va ser un dels signants del Conveni de Vergara pel qual es posava fi a la Primera Guerra Carlina del Nord, juntament amb el seu germà el coronel José Fulgosio y Villavicencio. En 1844 va ser nomenat cap polític de la diputació de Barcelona, càrrec en el qual va intentar aplacar els obrers de forma no violenta creant una comissió negociadora. En 1846 era mariscal de camp i comandant general de Màlaga i li va ser concedida la creu de l'Orde de Carles III. Va morir el 21 de setembre de 1848 quan era capità general de Burgos.